# Biton tarabulus
Biton tarabulus är en spindeldjursart som beskrevs av Roewer 1933. Biton tarabulus ingår i släktet Biton och familjen Daesiidae. Inga underarter finns listade.